# Jonas L.A. (nhạc phim)
Jonas L.A. là album nhạc phim thứ ba của nhóm nhạc pop rock người Mỹ Jonas Brothers và cũng là album nhạc phim duy nhất của họ cho loạt phim truyền hình Jonas L.A.. Album được phát hành vào ngày 20 tháng 7 năm 2010 với nhiều lời nhận xét tích cực từ phía các nhà phê bình và đã ra mắt tại vị trí thứ 7 trên bảng xếp hạng Billboard 200.

## Đĩa đơn

### Đĩa đơn chính thức
"L.A. Baby (Where Dreams Are Made Of)" được phát hành trên Radio Disney vào ngày 7 tháng 5 năm 2010, đạt vị trí quán quân trên Top 30 Countdown, và trở thành đĩa đơn duy nhất từ album đạt được vị trí quán quân trên bảng xếp hạng này. Bài hát được phát hành kỹ thuật số trên iTunes vào ngày 29 tháng 6 năm 2010. "Feelin' Alive" được phát hành trên Radio Disney vào ngày 11 tháng 6 năm 2010, đạt vị trí thứ 6. Bài hát cũng đạt vị trí thứ 16 trên bảng xếp hạng Belgian UltraTop 50 của Bỉ.

### Đĩa đơn quảng bá
"Chillin' in the Summetime" được phát hành trên Radio Disney vào ngày 3 tháng 7 năm 2010. "Hey You" được phát hành trên Radio Disneyvào ngày 9 tháng 7 năm 2010.

## Tiếp nhận
| Đánh giá chuyên môn  | Đánh giá chuyên môn |
| Nguồn đánh giá       | Nguồn đánh giá      |
| Nguồn                | Đánh giá            |
| -------------------- | ------------------- |
| Allmusic             | [ 2 ]               |
| Entertainment Weekly | C                   |

Stephen Thomas Erlewine từ Allmusic bày tỏ: "Có lẽ họ đang chơi theo các quy tắc hơn là họ đã làm trong Lines, nhưng đó lại là một điều tốt: họ đang để cho mình hành động như những đứa trẻ, chứ không phải là những người trưởng thành, thực hiện chúng với một loạt các giai điệu pop sinh động, sôi nổi."

## Danh sách bài hát
| STT | Nhan đề                                                        | Sáng tác                                                                    | Thời lượng |
| --- | -------------------------------------------------------------- | --------------------------------------------------------------------------- | ---------- |
| 1.  | "Feelin' Alive"                                                | Michael Busbee, John T. Harding                                             | 3:14       |
| 2.  | "L.A Baby (Where Dreams Are Made Of)"                          | Niclas Molinder, Joacim Persson, Johan Alkenas, Drew Ryan Scott, Nick Jonas | 3:15       |
| 3.  | "Your Biggest Fan (Nick Jonas hợp tác với China Anne McClain)" | PJ Bianco, Joe Jonas, Kevin Jonas, Nick Jonas                               | 3:00       |
| 4.  | "Critical"                                                     | Molinder, Persson, Johan Alkenas, Geraldo Sandell                           | 3:35       |
| 5.  | "Hey You"                                                      | Molinder, Persson, Alkenas, Scott                                           | 2:49       |
| 6.  | "Things Will Never Be the Same"                                | Molinder, Persson, Alkenas, Scott, Nick Jonas, John Taylor                  | 3:43       |
| 7.  | "Fall"                                                         | Adam Anders, Jess Cates, Nick Jonas                                         | 3:25       |
| 8.  | "Summer Rain"                                                  | Adam Watts, Andy Dodd                                                       | 4:13       |
| 9.  | "Drive"                                                        | Matthew Gerrard, Robbie Nevil, Nick Jonas                                   | 3:46       |
| 10. | "Invisible"                                                    | Anders, Zac Poor, Nick Jonas                                                | 2:54       |
| 11. | "Make It Right"                                                | Watts, Dodd, Nick Jonas                                                     | 3:44       |
| 12. | "Chillin' in the Summertime"                                   | Ben Burgess, Sean D. McCarthy, Joe Acosta                                   | 3:28       |
| 13. | "Set This Party Off"                                           | Mitch Allan, Kara DioGuardi, Nick Jonas                                     | 2:56       |
| 14. | "Critical (Acoustic Version) (iTunes bonus track)"             | Molinder, Persson, Alkenas, Sandell                                         | 3:40       |

CD tặng kèm
- Video âm nhạc
- Lời bài hát
- Phim ngắn đặc biệt về Nick Jonas & China Anne McClain

## Xếp hạng và chứng nhận
The soundtrack debuted at #7 on US Billboard 200 with over 32,000 copies sold in the first week. The album became the eighth entry of the band in the chart.
| Bảng xếp hạng (2010)  | Vị trí cao nhất | Chứng nhận | Doanh số |
| --------------------- | --------------- | ---------- | -------- |
| U.S. Billboard 200    | 7               | Vàng       | 736,000  |
| French Albums Chart   | 54              |            |          |
| Italian Albums Chart  | 41              |            |          |
| Mexican Albums Chart  | 1               |            |          |
| Spain Albums Chart    | 1               |            |          |
| Canadian Albums Chart | 10              |            |          |
| Dutch Albums Chart    | 84              |            |          |
| Belgium Albums Chart  | 54              |            |          |

## Lịch sử phát hành
| Ngày                | Quốc gia |
| ------------------- | -------- |
| 16 tháng 6 năm 2010 | Hà Lan   |
| 19 tháng 6 năm 2010 | Ba Lan   |
| 20 tháng 7 năm 2010 | Mỹ       |
| 9 tháng 8 năm 2010  | Anh      |
| 20 tháng 8 năm 2010 | Úc       |
| 3 tháng 12 năm 2010 | Đức      |